# Луис Виценте де Веласко
Луис Виценте де Веласко е Исла (9. фебруара 1711. - 31. јула 1762.) био је шпански официр и командант Краљевске шпанске морнарице. Познат је по храброј одбрани од британске експедиције на Куби 1762. године, током које је акције и убијен.

## Биографија
Рођен у Ноји у Кантабрији, постао је морнар са15 година и имао је своју прву акцију против барбарских гусара. Учествовао је у освајању Орана 1732. године. 1742. године командовао је фрегатом са 30 пушака, када је напао два британска брода с више оружја, заробивши један и потопивши други. Спасио је британску посаду и стигао у Хавану са више затвореника него чланова сопственае посаде. 1746. заробио је другу британску фрегату са 36 топова и 150 људи. Шпански краљ Фернандо VI дао му је 1754. године команду над линијским бродом , "Ла Реина". 

## Битка за Хавану и смрт
Током Седмогодишњег рата, Британци су 1762. године послали експедицију против Кубе, са флотом од 23 брода, 24 фрегате и 150 транспортних и помоћних бродова, носећи инвазијску армију од 14.000 људи, коју је касније ојачало још 4.000 људи, под командом Адмирала Георге Поцоцка. 10.000 мушкараца кренуло је под командом Георгеа Кепела, трећег грофа Албемарлеа и освојило висине које је гувернер Кубе Јуан де Прадо оставио неодбрањене. 
Веласко је бранио витални дворац Моро са 64 пушке и гарнизоном од 700 људи. 1. јула Британци су покренули комбиновани копнени и морнарички напад на Моро. Флота је у ту сврху одвојила четири брода линије: ХМС Стирлинг Цастле, ХМС Драгон, ХМС Марлбороугх и ХМС Цамбридге .  Морнаричка и копнена артиљерија истовремено су испуштале ватру на Моро. Међутим, морнаричке пушке нису биле ефикасне, јер је тврђава била превисока. Противпожарна снага из 30 пушака Морола нанела је 192 жртве и озбиљно оштетила четири брода линије, приморавши их да се повуку. 
Тврђава се задржала још два месеца упркос свакодневном тешком гранатирању, захваљујући енергичном и одважном вођству Веласка. Отпор је наишао када је Веласка погодио метак у прса. Вођа британских снага напада, сир Репел, дозволио је пребацивање тешко рањеног Веласка у Хавану, где су британски хирурзи покушали да му спасу живот, али узалуд; умро је 31. јула 1762. године. Британци и Шпанци склопили су примирје како би омогућили његову сахрану. Две недеље касније, Хавана је пала у британске руке.

## Наслеђе
Шпанци и Британци одали су част Веласку за храброст. У лондонској кули постоји споменик у његову част, где се чува шпански стандард Ел Моро . Британски бродови су испаљивали поздрав све до почетка 20. века, када су пролазили његовим родним градом Нојом. 
Шпански краљ Карло III Подигао је статуу у Меруелу, наредио да се брод именује у његову част и дao je свом брату Иниго Јосеу де Веласку титулу Маркизе од Веласка . 